# Flight Control
Flight Control är ett spel för IOS, DSiWare, Android och Windows Phone 7 utvecklat av Firemint och först släppt till IOS den 5 mars 2009. Spelet låg etta på topplistan i App Store i 19 länder samtidigt den 6 april 2009 och har sålts i över två miljoner kopior. Utvecklingen och publiceringen av Flight Control på andra plattformar än IOS sker av Namco under licens.
En HD-version av spelet publicerades för Ipad på App Store i mars 2010 och för Playstation på Playstation Network (med stöd för Playstation Move) den 15 september 2010. Versionen för Playstation erbjuder fler funktioner än de mobila versionerna, bland annat stereoskopisk 3D- läge, Full HD-upplösning i 1080p, stöd för fyra spelare, tillsammans med en helt ny karta (Metropolis) som kommer med en natt-och-dag-cykel. Flight Control HD gjordes också för Windows och Mac OS, tillgängliga via Steam. Dessa versioner är identiska med Ipad-versionen, enda skillnaden är att de kommer med en extra karta. Versionen för Mac OS finns också tillgänglig via Mac App Store för 38 kronor.

## Utveckling
Flight Control började som ett privat projekt hos Firemints VD, Robert Murray, över jullovet. Senare uppdateringar gjordes av hans kollegor Jesse West på design och Alexandra Peters på flygpersonal.

## Gameplay
Spelarna antar rollen som en flygledare på en flygplats. Flygplatsen har en start- och landningsbana för stora röda jetplan, en landningsbana för små gula flygplan och en helikopterplatta för blå helikoptrar. Spelaren ritar banor längs fältet för att dirigera varje flygplan till dess utsedda landningsbana. Varje framgångsrikt landade flygplan ger spelaren en poäng, och allt eftersom spelarens poäng ökar, så ökar även antalet flygplan som kommer att visas på skärmen samtidigt. Spelet slutar när två eller flera flygplan kolliderar. Spelare får high score för flest landade plan, som kan laddas upp till online-topplistorna med Firemints cloudcell- teknik samt i iOS Game Center. Version 1,2 innehåller ytterligare fyra typer av flygplan och två nya etapper (en strand och ett hangarfartyg). I 1,3-versionen ingår rätten att använda Bluetooth för att aktivera multiplayer via en annan enhet. De 1,5 uppdateringen innehåller en ny vildmark i Australien- karta som inkluderar flygplan från Royal Flying Doctor Service i Australien som inte kan dirigeras om.
Den senaste uppdateringen (1,7), släpptes den 11 maj 2010, uppdaterar helt den grafiska motorn för att lägga högre kvalitet i animationerna och mer levande detalj i spelet. För fans av Flight Controls temalåt, förlänger version 1,7 längden på titelskärmens melodi. En ny snabbspolningsfunktion som kallas "Safe Fast Forward" har också tagits med. Safe Fast Forward saktar ner spelet till normal hastighet när en flygplanskrasch är nära, vilket ger spelaren mer tid att förhindra det. "Windy Airport" är ett nytillkommet flygfält som bara tillåter spelaren att landa flygplan på banorna som vänder sig mot vinden. Landningsbanor som står inför samma riktning som vinden är stängda tills vinden ändras. En vimpel visar vilken riktning vinden kommer ifrån. Den senaste uppdateringen bringar spelbara landningsbanor till totalt fem stycken.

## Wii-versionen
Det är sagt att en version till Wii kommer att komma ut på nyårsafton den 31 december 2011 enligt IGN.

## Försäljning
Flight Control har varit överst på topplistorna över nedladdade apps i över 20 länder. Spelet har sålts i över 20 miljoner kopior världen över.

## Recensioner
Flight Control har fått en majoritet av positiva recensioner. IGN gav spelet en 8 av 10, och berömmer den långa spellängden. Pocket Gamer har också gett en 8 av 10, och gav komplimangen:
- "Om man skulle sammanfatta Flight Control på ett enkelt sätt, skulle det betraktas som en klass A-drog. Så enkelt och beroendeframkallande är det."[3]